# (37436) 2201 P-L
2201 P-L (asteroide 37436) é um asteroide da cintura principal. Possui uma excentricidade de 0.09813260 e uma inclinação de 4.49637º.
Este asteroide foi descoberto no dia 24 de setembro de 1960 por Cornelis Johannes van Houten e Ingrid van Houten-Groeneveld e Tom Gehrels em Palomar.